# Andrea Raccagni
Andrea Raccagni Noviero (Chiavari, 26 gennaio 2004) è un ciclista su strada italiano, che corre per il team Soudal Quick-Step.

## Palmarès
- 2024 (Soudal Quick-Step Devo Team, una vittoria)

Campionati italiani, Prova a cronometro Under-23

## Piazzamenti

### Classiche monumento
- Parigi-Roubaix

2025: 115°